# Torrecillas, Michoacán de Ocampo
Torrecillas är en ort i Mexiko.   Den ligger i kommunen Morelia och delstaten Michoacán de Ocampo, i den södra delen av landet, 210 km väster om huvudstaden Mexico City. Torrecillas ligger 2 277 meter över havet och antalet invånare är 108.
Terrängen runt Torrecillas är huvudsakligen kuperad, men österut är den bergig. Runt Torrecillas är det ganska glesbefolkat, med 22 invånare per kvadratkilometer. Närmaste större samhälle är Morelia, 11,0 km nordväst om Torrecillas. I omgivningarna runt Torrecillas växer huvudsakligen savannskog.